# Tajna Armia Polska

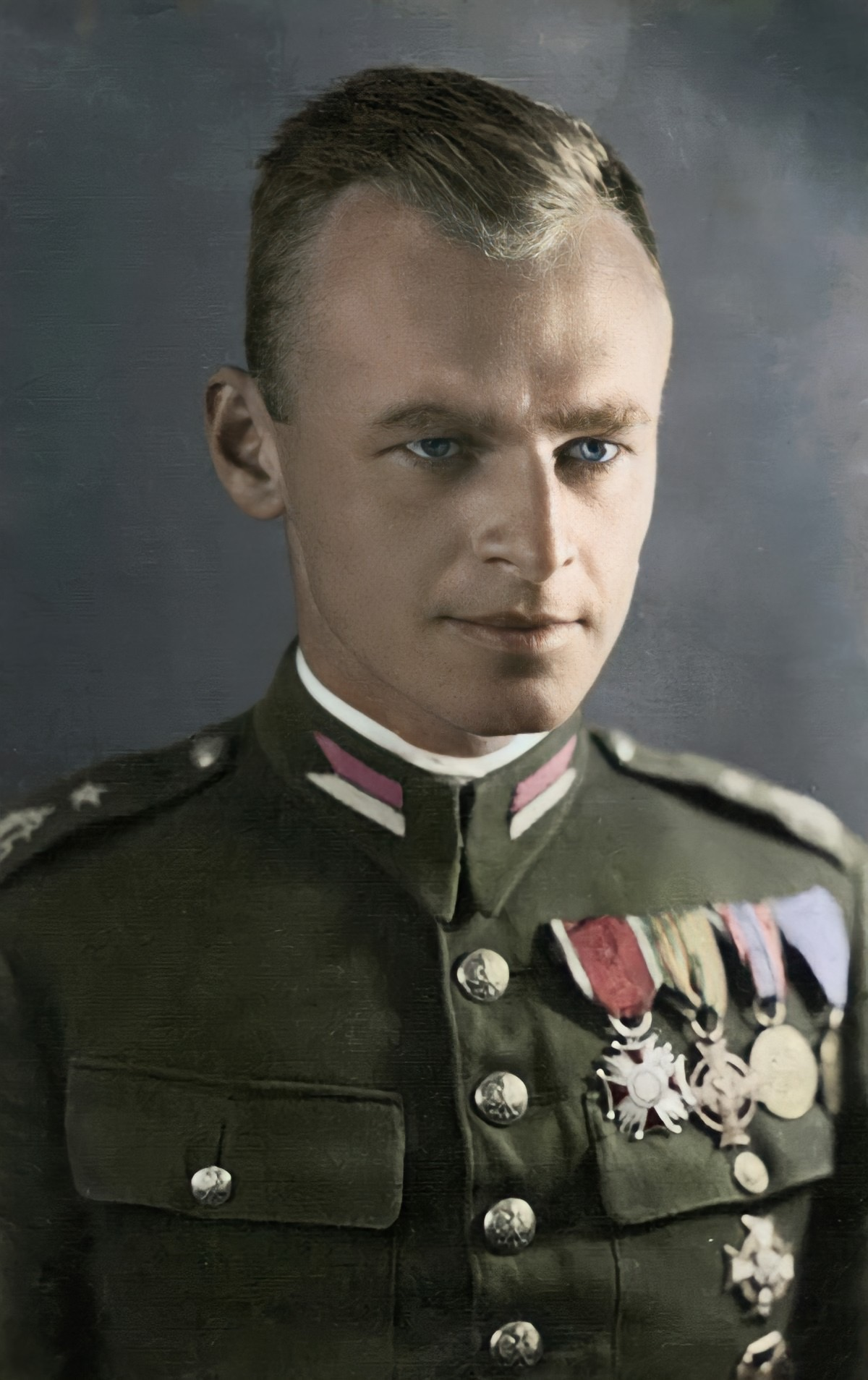
Witold Pilecki.

Le Tajna Armia Polska, TAP (Armée Polonaise Secrète) était un mouvement de résistance créé en novembre 1939 dans la partie occupée par l'Allemagne de la Pologne. Il fut actif dans les voïvodies de Varsovie, de Podlachie, de Kielce et de Lublin.
Ses fondateurs étaient:
- Lieutenant-colonel Jan Włodarkiewicz "Darwicz" (chef d'état-major)
- Sous-lieutenant Witold Pilecki "Witold"
- Lieutenant-colonel Władysław Surmacki "Stefan"

L'organisation comprenait une douzaine de milliers de membres. En 1941, elle devint une composante de l'Armia Krajowa (Armée de l'intérieur).